# Теорема Харди
Теорема Харди — утверждение комплексного анализа, описывающее поведение голоморфных функций: для функции {\displaystyle f}, голоморфной в круге {\displaystyle \Delta _{R}=\{z\,:\,|z|<R\}} и не тождественно постоянной, функция:
{\displaystyle I_{f}(r)={\frac {1}{2\pi }}\int \limits _{0}^{2\pi }|f(re^{i\varphi })|\,d\varphi },
задающая её средние по концентрическим окружностям, строго возрастает при {\displaystyle r\in (0;R)} и логарифмически выпукла.
Установлена Годфри Харди.